# Robert de Lénoncourt (zm. 1561)
Robert de Lénoncourt (ur. w 1485 albo 1490 w Lotaryngii, zm. 4 lutego 1561 w La Charité-sur-Loire) – francuski kardynał.

## Życiorys
Urodził się w 1485 albo w 1490 roku w Lotaryngii, jako syn Thierry’ego de Lénoncourta i Jeanne de Ville-sur-Illon. Ukończył studia, uzyskując licencjat z prawa kanonicznego i cywilnego. 10 maja 1535 roku został wybrany biskupem Châlons-en-Champagne. Następnie został ambasadorem króla Francji przy cesarzu. 20 grudnia 1538 roku został kreowany kardynałem prezbiterem i otrzymał kościół tytularny Sant’Anastasia. W 1550 roku zrezygnował z zarządzania diecezją. W 1556 roku został arcybiskupem Embrun i pełnił tę funkcję przez cztery lata. Ponadto był administratorem apostolskim Metz (1551–1555), Auxerre (1556–1560), Tuluzy (1560) i Arles (1560–1561). 13 marca 1561 roku został podniesiony do rangi kardynałem biskupem i otrzymał diecezję suburbikarną Sabina. Zmarł 4 lutego 1561 roku w La Charité-sur-Loire.